# Rhododendron cerasinum
Rhododendron cerasinum är en ljungväxtart som beskrevs av Tagg. Rhododendron cerasinum ingår i släktet rododendron, och familjen ljungväxter. Inga underarter finns listade i Catalogue of Life.